# Евреи в Финляндии
Евреи, живущие в Финляндии — часть еврейского народа, одно из национальных меньшинств Финляндии. Общее число евреев в Финляндии — около 1,5 тысяч человек, большей частью они проживают в трёх наиболее крупных городах страны: Хельсинки (число членов еврейской общины Хельсинки — более тысячи человек), Турку и Тампере.

## Исторические сведения
Большинство евреев, живущих сегодня в Финляндии, являются потомками военнослужащих царской армии, которые проходили службу на территории Великого княжества Финляндского и остались здесь после выхода в отставку, поскольку другим категориям евреев переезжать в Финляндию было запрещено. В 1870 году в Финляндии было 500 евреев.
В Швеции полные гражданские права были предоставлены евреям в 1870 году. В Финляндии не сразу отреагировали на этот акт либерализма, однако в 1872 году в финляндском Сейме был поднят вопрос о том, следует ли уравнивать евреев в правах с остальным населением. Председатель буржуазного сословия Лео Мехелин предложил проект закона о полном уравнивании евреев в правах с финляндскими гражданами, однако встретил упорное сопротивление и его предложение при окончательном обсуждении не было принято. Только в 1917 году (закон был подтверждён в 1918 году) Финляндия одной из последних среди европейских государств предоставила евреям, проживающим в стране, полные гражданские права.
Еврейская община в Хельсинки возникла в 1906 году, когда в Хельсинки открылась первая синагога.
Во время Второй мировой войны финские евреи несмотря на расцвет антисемитизма не подвергались массовому преследованию, несмотря на давление в этом вопросе, которое оказывала на Финляндию союзная ей Германия. Исключением была депортация в Германию. Так, выдача финской полицией в Германию 8 политэмигрантов из Австрии еврейского происхождения вызвала общенациональный скандал, и подобная практика была немедленно остановлена. Недавние исследования Сары Бейзир показали, что в финском плену находилось от пятисот до шестисот советских солдат-евреев, из которых не менее семидесяти были переданы в гестапо. Среди них были 24-летний парикмахер Залман Кузнецов, профессор марксизма-ленинизма по имени Александр Малкис, а также портной Хаим Ошерович Лев.
Евреи, наравне с другими гражданами Финляндии, служили в армии и участвовали в военных действиях в 1939—1945 годах. Два финских офицера еврейского происхождения — майор Лео Скурник и капитан Саломон Класс — были представлены к немецкому ордену «Железный крест», однако отказались от награды.
См. также соответствующий раздел в статье «Иудаизм в Финляндии».

## Численность
Численность еврейского населения Финляндии в 1872 году составляла 700 человек. В 1985 году численность еврейского населения Финляндии оценивалась примерно в 1300 человек, в 2011 году примерная численность евреев в Финляндии составляла полторы тысячи человек.

## Евреи в современной Финляндии

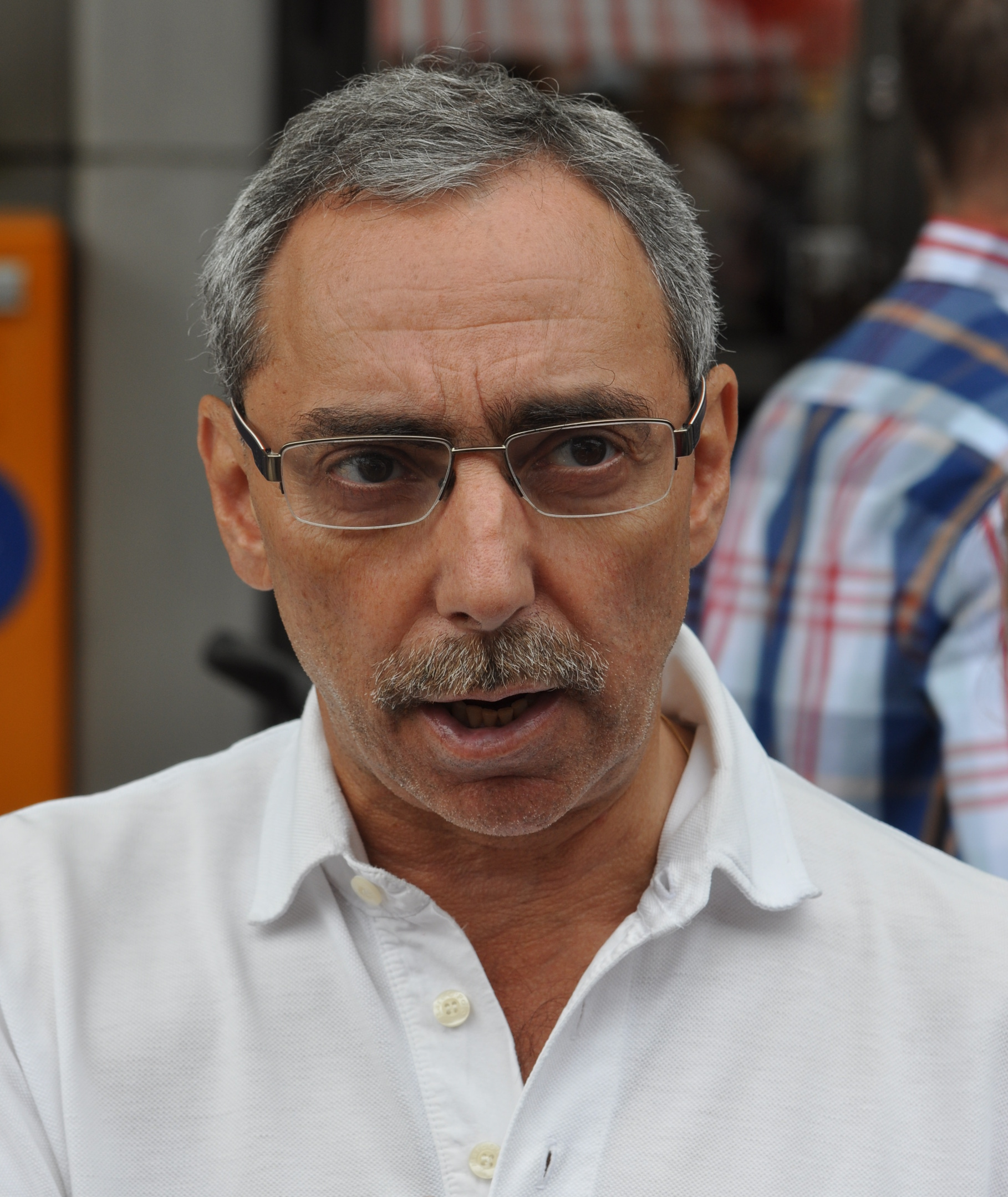
Бен Берл Зыскович, один из наиболее известных представителей финской еврейской общины.
Фотография 2014 года

По состоянию на конец 2011 года в Финляндии имеется одна еврейская школа — она находится на территории еврейского общинного центра в Хельсинки. Программа обучения — общая для всех школ в Финляндии, но имеются дополнительные занятия — по ивриту, еврейской традиции и истории. В школе учится 90 человек. Школа субсидируется государством.
Один из наиболее известных представителей финской еврейской общины — Бен Берл Зыскович (другие варианты русского написания фамилии — Зискович, Цюсковиц), финский политик, с 1979 года — депутат Парламента Финляндии от Национальной коалиционной партии, первый в истории финский еврей, ставший депутатом парламента. С 27 апреля по 23 июня 2011 года Зыскович занимал должность спикера финского парламента.
Другие известные финны еврейского происхождения — хоккеист Ким Хиршовиц и писатель Даниэль Кац.
После нападения террористов в Париже на редакцию газеты Charlie Hebdo и супермаркет кошерных продуктов в январе 2015 года у Хельсинкской синагоги были усилены меры безопасности. В феврале правительство Финляндии дополнительно выделило еврейской общине Хельсинки на цели безопасности 100 тысяч евро. По мнению главы еврейской общины Хельсинки Ярона Надборника, евреи не должны поддаваться страху, хотя к угрозам со стороны экстремистов надо готовиться.